# Gian Maria Varanini
Gian Maria Varanini (Pisa, 1950) é um professor, historiador, paleógrafo e pesquisador italiano.

## Biografia
Fez seus primeiros estudos em Pisa e Verona, e laureou-se em Letras na Universidade de Pádua em 1972 com um estudo sobre o Risorgimento. Começou a dar aulas de Filosofia e História em 1974, e em 1975 obteve uma licenciatura em Letras e Latim, passando a ensinar em escolas secundárias. Foi avaliador titular de professores no Ministério da Instrução Pública até 1980, e no mesmo ano foi admitido como titular da cátedra de História Medieval na Universidade de Pádua. A partir de 1998 também ensinou na Universidade de Trento, nas matérias História Medieval, Paleografia, Diplomática e Arqueologia Medieval, e desde 2002 é catedrático na Universidade de Verona.
É sócio efetivo da Accademia di Agricoltura Scienze e Lettere de Verona, correspondente da Accademia Roveretana degli Agiati, correspondente da Deputazione Veneta di Storia Patria, membro do Comitê Científico do Centro Italiano di Studi sul Basso Medioevo de San Miniato, do Dizionario biografico degli italiani, da série Storia/Studi e ricerche da Editora Franco Angeli, e do Comitê Editorial das revistas Società e Storia, Quaderni di Storia Religiosa e Annali dell'Istituto Storico Italo-Germanico di Trento. É presidente do Comitato per la Pubblicazione delle Fonti relativi alla Terraferma Veneta. Em 2012 foi presidente da Comissão de Premiação de teses de doutorado da Universidade de Trento, que contemplou trabalhos especialmente significativos sobre a história trentina, em 2016 presidiu a Comissão de Premiação do prêmio trienal da Fondazione Matilde Avrese, e no mesmo ano foi membro da comissão do Prêmio Ugo Tucci para trabalhos que versem sobre comerciantes, peregrinos e viajantes no mundo mediterrâneo.
Tem participado de muitas consultorias e comissões de pesquisa de alto nível e coordenado projetos no campo da história medieval da Itália, focado nos temas da história política, econômico-social e eclesiástica especialmente do Vêneto, também trabalhando com as formas de urbanismo, as tradições agrárias, as relações de poder, a evolução das instituições e as origens dos Estados. Publicou uma extensa série de estudos em anais de congressos, revistas e livros. Tem um grande prestígio no meio acadêmico, considerado um dos mais ativos, versáteis e importantes especialistas em história medieval italiana, dando "notáveis contribuições à historiografia deste período".
Recebeu em 2006 o prêmio Antico Fattor da Accademia dei Georgofili de Florença por um trabalho sobre a história do óleo, Olivi e olio nel medioevo italiano, junto com Andrea Brugnoli, e em 2016 recebeu o Prêmio Città di Montalcino, pelo estudo Storia agraria, tradizione e sistema produttivo-imprenditoriale. Esperienze dal Veneto.

## Obras
Entre suas principais publicações estão:
- Il distretto veronese nel Quattrocento. Verona, 1980
- Gli Scaligeri 1277-1387. Milão, 1988
- "Vicenza nel Trecento. Istituzioni, classe dirigente, economia". In: Cracco, G. (ed.). Storia di Vicenza, II (Il medioevo).  Vicenza, 1988
- Storia di Treviso. Il medioevo. Veneza, 1991 (com D. Bando).
- Comuni cittadini e stato regionale. Ricerche sulla Terraferma veneta nel Quattrocento. Verona, 1992
- "L'organizzazione del distretto cittadino nell'Italia padana nei secoli XIII XIV. Marca Trevigiana, Lombardia, Emilia". In: Chittolini, G. & Willoweit, D. (eds.). L'organizzazione del territorio in Italia e in Germania nel basso medioevo. Bologna, 1994
- "Propaganda e immagine dei regimi signorili". In: Cammarosano, P. La propaganda politica nel Duecento e Trecento. Roma, 1993
- Il Veneto nel medioevo. Le signorie trecentesche. Verona, 1995

A edição do Codex Vangianus que fez junto com Emanuele Curzel recebeu diversas resenhas positivas. Publicada em 2007 sob o título Codex Wangianus: i cartulari della Chiesa trentina (secoli XIII-XIV), contando com colaborações de outros pesquisadores, é precedida de uma extensa análise critica que incluiu uma reconstrução da história da confecção do códice, um dos mais importantes cartulários do Principado de Trento, sua conservação ao longo dos séculos, sua repercussão histórica, política e historiográfica, bem como análises sobre aspectos paleográficos e diplomatísticos. Com dois volumes, totalizando mais de 1.300 páginas, a edição foi qualificada como "monumental" por Herwig Weigl. Para Maureen Miller, a edição ofereceu uma oportunidade para os historiadores articularem uma visão nova sobre o episcopado trentino no século XIII. Para Stefano Malfatti, os ensaios biográficos apresentados sobre os notários envolvidos na confecção e cópia dos documentos compilados no cartulário "representam sem dúvida o mais importante momento de reflexão sobre a atividade dos notários que gravitavam em torno dos bispos de Trento". Escrevendo 12 anos depois do lançamento, Jeannette Graulau disse que a edição "expandiu grandemente o estudo da história de Trento".